# 科地区贝尔维尔
科地区贝尔维尔（法語：Belleville-en-Caux，法語發音：[bɛlvil ɑ̃ ko]）是法国诺曼底大区滨海塞纳省的一个市镇，属于迪耶普区。 

## 地理
科地区贝尔维尔（49°41'59"N, 0°59'46"E）面积4.38 平方千米，位于法国诺曼底大区滨海塞纳省，迪耶普以南约27千米，D203和D25公路交界处。 
与科地区贝尔维尔接壤的市镇（或旧市镇、城区）包括：瓦勒德萨讷、卡勒维尔双教堂村。
科地区贝尔维尔的时区为UTC+01:00、UTC+02:00（夏令时）。

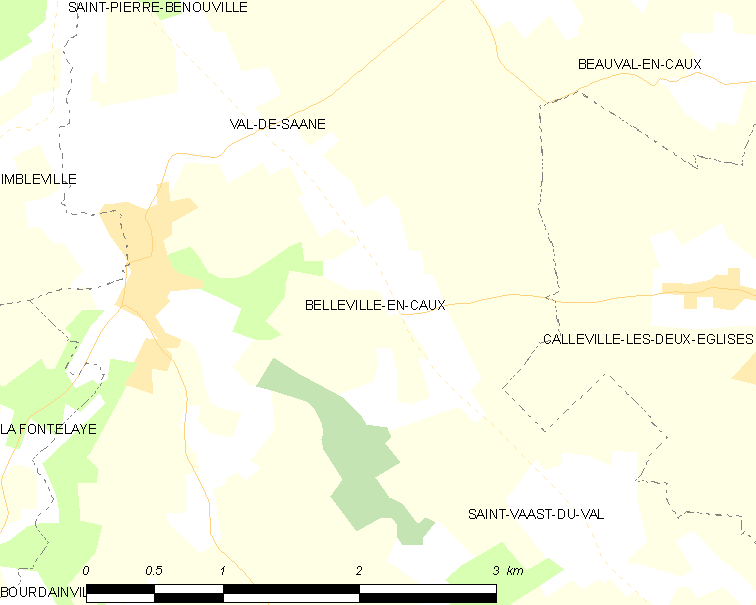
科地区贝尔维尔的OSM定位图

## 行政
科地区贝尔维尔的邮政编码为76890，INSEE市镇编码为76072。

## 政治
科地区贝尔维尔所属的省级选区为吕讷赖县。

## 人口

1962-2008年间科地区贝尔维尔人口变化图示

科地区贝尔维尔于2022年1月1日时的人口数量为746人。